# Sollevamento pesi ai Giochi della XIX Olimpiade - Pesi medi
La competizione della categoria pesi  medi (fino a 75 kg) di sollevamento pesi ai Giochi della XIX Olimpiade si è svolta il giorno 16 ottobre 1968 al Teatro de los Insurgentes di Città del Messico.
Si presentò come favorito il sovietico Viktor Kurencov medaglia d'argento in questa categoria a Tokyo 1964, e campione del mondo sia nel 1965 che nel 1966. La sua superiorità si vide già nella prova della distensione lenta alzando 152,5 kg, 12,5 kg in più del giapponese Masashi Ōuchi che vinse la medaglia di bronzo a Tokyo. Nella prova finale dello slancio il russo alzando 187,5 kg vinse la medaglia d'oro con 20 kg in più sul totale del giapponese. La medaglia di bronzo è andata all'ungherese Károly Bakos.

## Regolamento
La classifica era ottenuta con la somma delle migliori alzate delle seguenti 3 prove:
- Distensione lenta
- Strappo
- Slancio

Su ogni prova ogni concorrente aveva diritto a tre alzate. In caso di parità vinceva il sollevatore che pesava meno.

## Risultati
| Pos.    | Atleta                | Nazione          | Peso Atleta | Totale | Distensione lenta | Distensione lenta | Distensione lenta | Strappo  | Strappo  | Strappo  | Slancio  | Slancio  | Slancio  |
| Pos.    | Atleta                | Nazione          | Peso Atleta | Totale | 1                 | 2                 | 3                 | 1        | 2        | 3        | 1        | 2        | 3        |
| ------- | --------------------- | ---------------- | ----------- | ------ | ----------------- | ----------------- | ----------------- | -------- | -------- | -------- | -------- | -------- | -------- |
| Oro     | Viktor Kurencov       | Unione Sovietica | 74,6        | 475,0  | 145,0             | 152,5             | 152,5             | 135,0    | 135,0    | 135,0    | 175,0    | 180,0    | 187,5    |
| Argento | Masashi Ōuchi         | Giappone         | 75,0        | 455,0  | 140,0             | 145,0             | 145,0             | 140,0    | 140,0    | 145,0    | 170,0    | 175,0    | 180,0    |
| Bronzo  | Károly Bakos          | Ungheria         | 74,6        | 440,0  | 132,5             | 137,5             | 142,5             | 127,5    | 132,5    | 135,0    | 165,0    | 170,0    | 170,0    |
| 4       | Russ Knipp            | Stati Uniti      | 74,0        | 437,5  | 147,5             | 147,5             | 155,0             | 122,5    | 127,5    | 127,5    | 162,5    | 167,5    | 170,0    |
| 5       | Lee Chun-Sik          | Corea del Sud    | 74,9        | 437,5  | 135,0             | 140,0             | 145,0             | 125,0    | 130,0    | 132,5    | 165,0    | 170,0    | 170,0    |
| 6       | Werner Dittrich       | Germania Est     | 74,4        | 435,0  | 140,0             | 145,0             | 145,0             | 130,0    | 130,0    | 132,5    | 165,0    | 170,0    | 170,0    |
| 7       | Miloslav Kolařík      | Cecoslovacchia   | 74,9        | 430,0  | 132,5             | 140,0             | 140,0             | 120,0    | 125,0    | 127,5    | 157,5    | 162,5    | 167,5    |
| 8       | Fred Lowe             | Stati Uniti      | 75,0        | 430,0  | 132,5             | 140,0             | 140,0             | 127,5    | 127,5    | 132,5    | 170,0    | 170,0    | 170,0    |
| 9       | Rolf Maier            | Francia          | 74,6        | 425,0  | 132,5             | 137,5             | 140,0             | 120,0    | 125,0    | 127,5    | 160,0    | 165,0    | 165,0    |
| 10      | Sadahiro Miwa         | Giappone         | 74,8        | 425,0  | 125,0             | 125,0             | 130,0             | 125,0    | 130,0    | 132,5    | 165,0    | 170,0    | 170,0    |
| 11      | Albert Huser          | Germania Ovest   | 74,3        | 410,0  | 130,0             | 135,0             | 140,0             | 115,0    | 115,0    | 122,5    | 150,0    | 157,5    | 160,0    |
| 12      | René Gómez            | Cuba             | 74,3        | 407,5  | 122,5             | 130,0             | 135,0             | 110,0    | 115,0    | 120,0    | 150,0    | 157,5    | 162,5    |
| 13      | Luiz de Almeida       | Brasile          | 74,4        | 407,5  | 132,5             | 137,5             | 140,0             | 110,0    | 110,0    | 115,0    | 155,0    | 155,0    | 155,0    |
| 14      | Leif Jenssen          | Norvegia         | 74,0        | 405,0  | 127,5             | 132,5             | 132,5             | 115,0    | 115,0    | 120,0    | 157,5    | 162,5    | 162,5    |
| 15      | Abel López            | Cuba             | 74,3        | 405,0  | 122,5             | 130,0             | 130,0             | 110,0    | 117,5    | 122,5    | 155,0    | 165,0    | 170,0    |
| 16      | Rudy Monk             | Antille Olandesi | 75,0        | 400,0  | 127,5             | 132,5             | 132,5             | 110,0    | 115,0    | 117,5    | 150,0    | 157,5    | 157,5    |
| 17      | Luis Fonseca          | Costa Rica       | 73,6        | 335,0  | 107,5             | 112,5             | 112,5             | 92,5     | 97,5     | 100,0    | 125,0    | 130,0    | 135,0    |
| -       | Gioacchino Caracausi  | Italia           | 75,0        | 240,0  | 125,0             | 130,0             | 130,0             | 115,0    | 120,0    | 120,0    | Ritirato | Ritirato | Ritirato |
| -       | Daniel Gevargiz Nejad | Iran             | 74,5        | 0,0    | 140,0             | 140,0             | 140,0             | Ritirato | Ritirato | Ritirato | Ritirato | Ritirato | Ritirato |
| -       | Khristos Iakovou      | Grecia           | 74,8        | 0,0    | 140,0             | 140,0             | 140,0             | Ritirato | Ritirato | Ritirato | Ritirato | Ritirato | Ritirato |